# 第28回全国高等学校ラグビーフットボール大会
第28回全国高等学校ラグビーフットボール大会（だい28かいぜんこくこうとうがっこうラグビーフットボールたいかい）は、1949年（昭和24年）1月に東京ラグビー場（現・秩父宮ラグビー場）で開催された全国高等学校ラグビーフットボール大会である。

## 概要
- 学制改革によって高等学校の大会になる。また今大会は東京ラグビー場で開催された。（現在のところ、東京で開催されたのはこの大会のみである。）

## 参加チーム
- 北見（北海道）（初出場）
- 秋田工（秋田県）（3年連続15回目）
- 千歳[1]（東京都）（初出場）
- 一宮（愛知県）（2年連続2回目）
- 四條畷（大阪府）（2年連続2回目）
- 崇徳（広島県）（6年ぶり9回目）
- 脇町（徳島県）（2年連続8回目）
- 修猷館（福岡県）（7年ぶり3回目）

## 試合結果

### 1回戦
- 四条畷 9-0千歳
- 脇町 15-0一宮
- 秋田工 15-3修猷館
- 北見 14-11崇徳

### 準決勝
- 四条畷 0-0脇町（反則数で四条畷が勝ち抜け）
- 秋田工 12-0北見

### 決勝
秋田工が2年連続4回目の優勝を果たした。
- 秋田工 13-3四条畷